# James Schlesinger
Pour les articles homonymes, voir Schlesinger.
James Rodney Schlesinger, né le 15 février 1929 à New York (New York) et mort le 27 mars 2014 à Baltimore (Maryland), est un homme politique américain. Membre du Parti républicain, il est directeur de la CIA en 1973, secrétaire à la Défense entre 1973 et 1975 dans l'administration du président Richard Nixon et celle de son successeur Gerald Ford, puis secrétaire à l'Énergie entre 1977 et 1979 dans l'administration du président Jimmy Carter.

## Biographie

### Origines et études
Né à New York, fils d'immigrants juifs russe (par sa mère) et autrichien (par son père), il étudia à l'université Harvard, où il obtint un Phd. en économie, puis enseigna l'économie à l'université de Virginie. De 1963 à 1969, il travailla à la RAND Corporation où il fut directeur des études stratégiques.

### Carrière politique

#### Administrations Nixon et Ford: directeur de la CIA puis secrétaire à la Défense
En 1969, il entra dans l'administration Nixon en tant qu'assistant du directeur du Bureau du budget pour les questions de défense, puis devint directeur de la Commission à l'énergie atomique, où il effectua une grande restructuration de son organisation et de sa gestion pendant dix-huit mois.
Il fut nommé directeur de la CIA le 2 février 1973, après que Richard Helms fut remercié pour ne pas avoir accepté de bloquer l'enquête sur l'affaire du Watergate.
Le 2 juillet 1973, il fut nommé secrétaire à la Défense, à 44 ans. Son passé universitaire, son activité à la RAND Corporation et ses affectations dans trois agences gouvernementales lui conférèrent un bagage impressionnant en matière d'affaires de sécurité nationale.
Stratégie nucléaire
Après la guerre du Viêt Nam, Schlesinger voulut restaurer le moral et le prestige des militaires, moderniser les programmes de doctrine stratégique, intensifier la recherche et le développement, augmenter le budget du département de la Défense, en déclin depuis 1968.
Sa théorie en matière de stratégie soutenait la thèse que la montée en puissance de l'Union soviétique lui procurait la parité nucléaire avec les États-Unis. Pour lui, la dissuasion nucléaire ne pouvait se substituer à la défense. Il fallait absolument maintenir l'équivalence avec l'Union soviétique, ainsi qu'une force hautement pérenne qui puisse être dirigée contre les objectifs économiques d'un ennemi afin de dissuader toute attaque coercitive contre la population ou les centres économiques des États-Unis. Il fallait aussi convaincre toutes les autres nations que son pays disposait d'un arsenal suffisant pour rivaliser avec ses ennemis les plus forts.
Dès 1974, avec l'accord de Nixon, il déclara qu'il fallait développer une « stratégie nucléaire de réponse flexible » . Il était partisan, en cas d'attaque nucléaire, de répliquer de façon à « limiter les chances d'une escalade incontrôlée » et atteindre « des cibles significatives » sans causer de dommages collatéraux étendus. Il était préoccupé par les installations d'ICBM soviétiques.
Il rejeta explicitement tout désir d'acquérir des capacités d'attaque massive contre l'Union soviétique, mais voulait « une force offensive de taille et composition si importante que tous puissent en conclure qu'elle pouvait rivaliser avec les forces stratégiques de tout agresseur potentiel ».
Parce qu'il considérait les forces conventionnelles aussi importantes pour la posture de dissuasion, il s'inquiétait de leur diminution progressive. La capacité nucléaire soviétique en passe d'atteindre la parité avec celle des États-Unis, il constatait la faiblesse des forces stratégiques américaines et conféra alors aux forces conventionnelles un rôle de dissuasion ou de destruction de menaces limitées.
Dans ce but, il porta une attention toute particulière au traité de l'OTAN en voulant renforcer ses capacités conventionnelles. Il critiqua le vieux point de vue selon lequel l'OTAN pouvait se passer de contrer les forces conventionnelles du Pacte de Varsovie en raison de sa force nucléaire tactique et stratégique, alors que la parité nucléaire entre les deux nations était pratiquement atteinte.
Avec les chefs de l'OTAN, il promut le concept de « partage du fardeau » alors que la balance internationale des paiements des États-Unis était très défavorable. Il améliora les forces de l'OTAN en qualité, standardisa le matériel, et fit accroître le budget défense de ses états membres de plus de 5 % de leur PNB.
Guerre du Kippour et crise à Chypre
Ses capacités politiques et de gestion de crise furent rapidement mises à l'épreuve. Trois mois après sa prise de fonctions, les pays arabes déclenchèrent la guerre du Kippour contre Israël, le 6 octobre 1973. Au début, l'administration américaine essayait d'éviter un affrontement direct et pensait qu'Israël vaincrait aisément. Mais Israël ne parvenant pas à endiguer les attaques égyptiennes et ayant des difficultés à se réapprovisionner en armement, Schlesinger inaugura la politique du « partage du fardeau » et intensifia les réapprovisionnements vers Israël.
Une autre crise vit le jour à Chypre en juillet 1974. La Turquie envahit l'île où vivait une minorité turque, alors que l'archevêque Makários se faisait renverser par le gouvernement grec. Les Chypriotes grecs protestèrent alors que les Turcs utilisèrent les bases et le matériel américains, seulement destinés à l'OTAN.
Schlesinger envisagea de réviser sa politique d'aide militaire à la Turquie mais entretemps, Nixon démissionna. Gerald Ford lui succéda. Ce dernier ainsi que Henry Kissinger jugèrent que la Turquie était importante pour l'OTAN mais le Congrès des États-Unis refusa toute aide militaire et déclara un embargo de cinq ans contre ce pays.
Indochine
Il était en fonction durant la dernière phase de la guerre d'Indochine. Bien qu'au printemps de 1973, les troupes américaines avaient quitté le Sud-Vietnam, les États-Unis maintenaient une présence militaire dans d'autres régions de l'Asie du Sud-Est. Devant le Sénat des États-Unis, il conseilla la reprise des bombardements au Nord-Vietnam et au Laos si le Nord-Vietnam lançait une attaque massive contre le Sud. Cette attaque arriva au début de 1975 et les États-Unis ne purent aider les Sud-Vietnamiens à l'enrayer. Saigon tomba fin avril et au matin du 29 avril, les derniers membres du personnel civil, militaire et diplomatique des États-Unis furent évacués par hélicoptère.
En mai 1975, un cargo nord-américain, le Mayagüez, fut arraisonné par des troupes du gouvernement du Cambodge communiste. Les États-Unis bombardèrent des installations pétrolières et militaires de ce pays et un bataillon de marines débarqua sur une île au large de la côte pour récupérer l'équipage.

##### Renvoi du département de la Défense
En conflit avec le Congrès et l'administration sur le budget défense, mais aussi avec Kissinger, il fut congédié par le président le 2 novembre 1975. Kissinger appuyait les négociations pour un traité de limitation des armes stratégiques, mais Schlesinger s'y opposait, ne voulant pas mettre son pays en infériorité. Il commit aussi quelques insubordinations envers le président lors de l'incident du Mayagüez (voir plus haut) en n'effectuant pas les frappes aériennes sur le Cambodge, ordonnées par le président
Ce même jour, Kissinger perdit son poste de conseiller auprès du président pour les affaires de sécurité nationale, mais resta secrétaire d'État des États-Unis.
Il fut un secrétaire à la Défense avisé, ayant de bonnes relations avec les chefs militaires, à l'écoute de leurs préoccupations. Abrupt dans ses points de vue, il avait des relations difficiles avec le Congrès qui, bien que sensible à ses arguments en matière stratégique, veillait à limiter les dépenses de ses programmes. Après l'échec vietnamien, il déclara que si la Corée du Nord envahissait la Corée du Sud, les États-Unis n'hésiteraient pas à employer l'arme nucléaire[réf. nécessaire].

#### Administration Carter: secrétaire à l'Énergie
Nouvellement élu, Jimmy Carter le nomma conseiller spécial pour les questions énergétiques, puis secrétaire à l'Énergie. Ce fut d'ailleurs le premier secrétaire de du Département de l'Énergie des États-Unis à ce poste où il exerça du 6 août 1977 au 23 août 1979.
Dès 1977, il lança pour le département à l'Énergie un Programme d'évaluation des effets de la pollution au dioxyde de carbone. Il créa l'Administration fédérale de l'énergie et la Commission fédérale de l'électricité et du gaz. En juillet 1979, il fut remplacé à l'occasion d'un remaniement général du Cabinet.

#### Nominations ultérieures
Le 11 juin 2002, le président George Bush le nomma au Conseil consultatif de sécurité intérieure. En 2006, il est nommé par le secrétaire d'État au Conseil consultatif de non-prolifération et de contrôle des armes.
Le 5 juin 2008, le secrétaire à la Défense Robert Gates le désigne pour diriger une équipe qui s'assurerait du contrôle des armes nucléaires « au plus haut niveau ». Il est aussi préoccupé par les questions de raréfaction de sources énergétiques fossiles (pétrole, gaz… ; cf. « pic pétrolier »).